# Quebrada Sebucán
La Quebrada Sebucán es un pequeño río que pasa por la ciudad de Caracas nace en los linderos del parque nacional El Ávila en la zona del estado  Miranda. Mayormente fluye de norte a sur y desemboca en el río Guaire a nivel de urbanización Santa Cecilia después de cruzar subterráneamente la pista de la Base Aérea Generalísimo Francisco de Miranda.
De esta quebrada se desprenden caídas de agua, las cuales conforman el Parque Los Chorros situado aledaño a la urbanización homónima así como al sector Sebucán.